# Puerto Rondón
Puerto Rondón es un municipio colombiano ubicado en el departamento de Arauca. Fue fundado el 15 de diciembre de 1921 por el ganadero Luis Felipe Hernández, originario de Apure.
Limita al norte con los municipios de Arauquita y Arauca; al sur con Hato Corozal (Casanare); al este con Cravo Norte y al oeste con Tame. Tiene un solo centro poblado: San Ignacio.
La economía del municipio se basa en la actividad agropecuaria, principalmente la ganadería.

## Geografía

### Descripción física

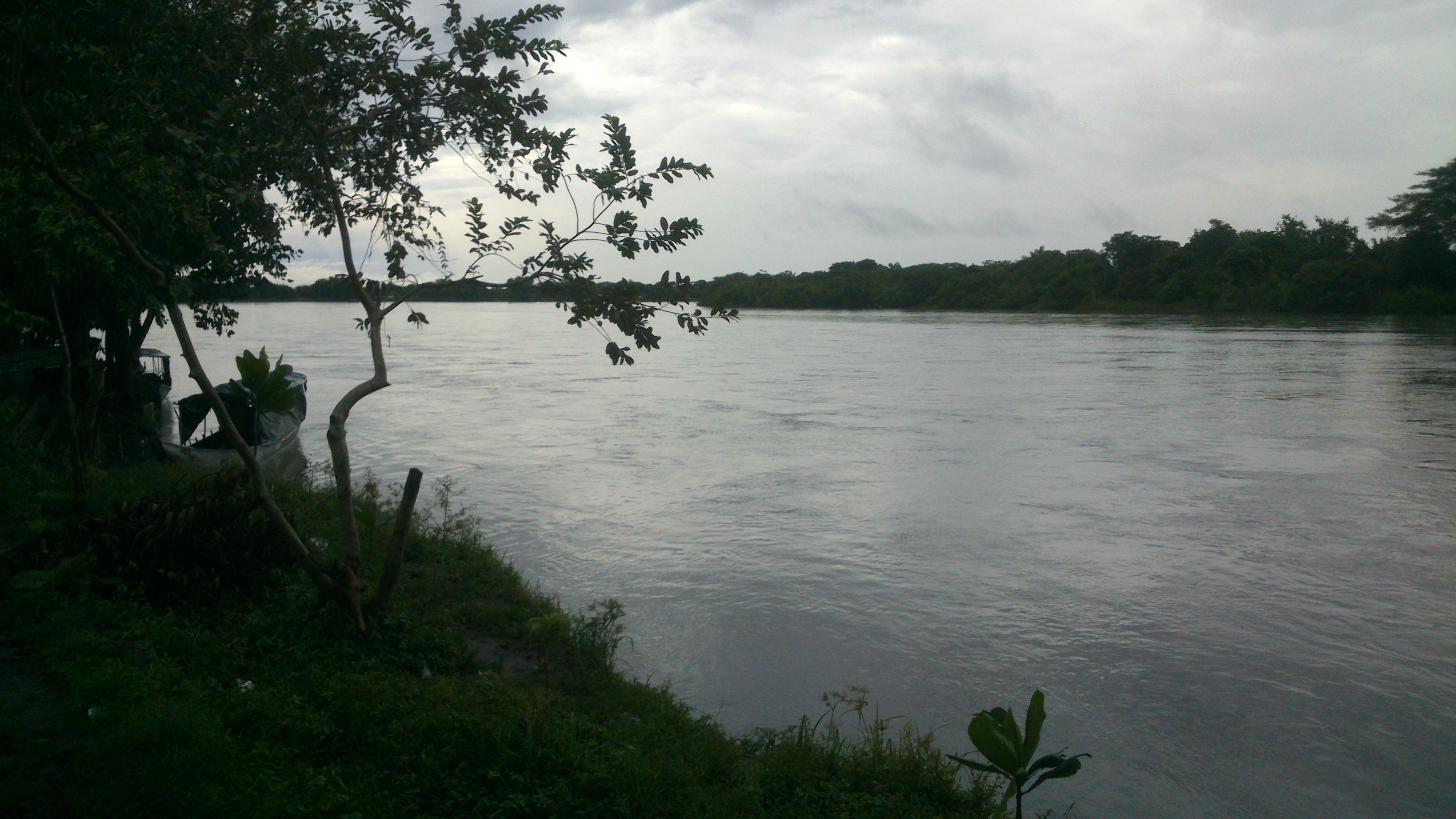
Río Casanare.

El territorio de Puerto Rondón hace parte de los Llanos Orientales de Colombia. Los suelos en su mayoría son de sabana, mal drenados, de baja fertilidad, pobres en nutrientes y generalmente ácidos. La llanura Orinoquense y amazonence constituyeron la cuenca de un mar interior que en el transcurso de millones de años se fue rellenando con sedimentos provenientes de la Cordillera Oriental de los Andes y el Macizo de las Guayanas. Los estudios geológicos dejan saber que en el Pleistoceno la Cordillera Oriental se sacudió de abajo hacia arriba causando una intensa erosión de grava, arena y arcilla que, a la manera de un dique, le fue ganando espacio al mar. Las lluvias, los ríos y los vientos continuaron actuando en las modificaciones del relieve. Por la parte del sur, idénticos agentes tectónicos desbastaron el flanco norte del macizo de las Guayanas para llevar material de relleno a la parte plana. 
Los levantamientos y plegamientos construyeron una catástrofe; hacia el final de la última glaciación se hundieron suelos que hoy corresponden a Arauca y Casanare, dándoles configuración de batea. El solevantamiento causó una intensa erosión en la Cordillera Oriental, cuyos productos fueron transportados hacia los llanos, constituyendo un manto aluvial conformado por grandes depósitos de arcilla que rellenaron gran parte de la cuenca. Esta zona ha sido rejuvenecida posteriormente por sucesivos aportes de los principales ríos que surcan la llanura. Durante los períodos secos hubo una fuerte acción del viento (aportes eólicos) el cual formó espesos depósitos de limos y arenas. Así pues, la totalidad del municipio de Puerto Rondón es de superficie plana, perteneciente a un departamento que por su origen tiene forma cóncava, propia para retener el agua lo que hace que pertenezca a la gran Orinoquia inundable.

## Economía

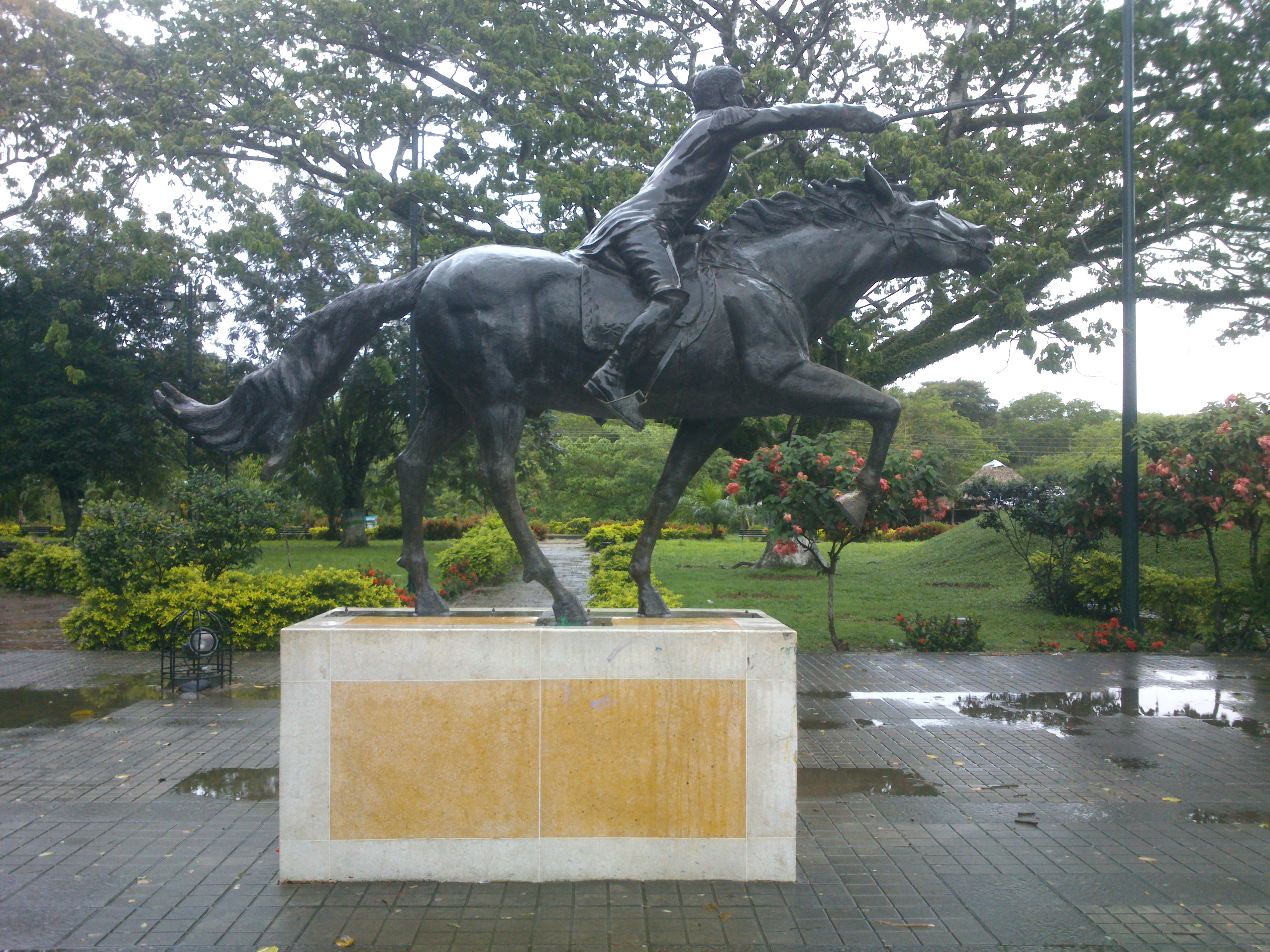
Monumento a Juan José Rondón.

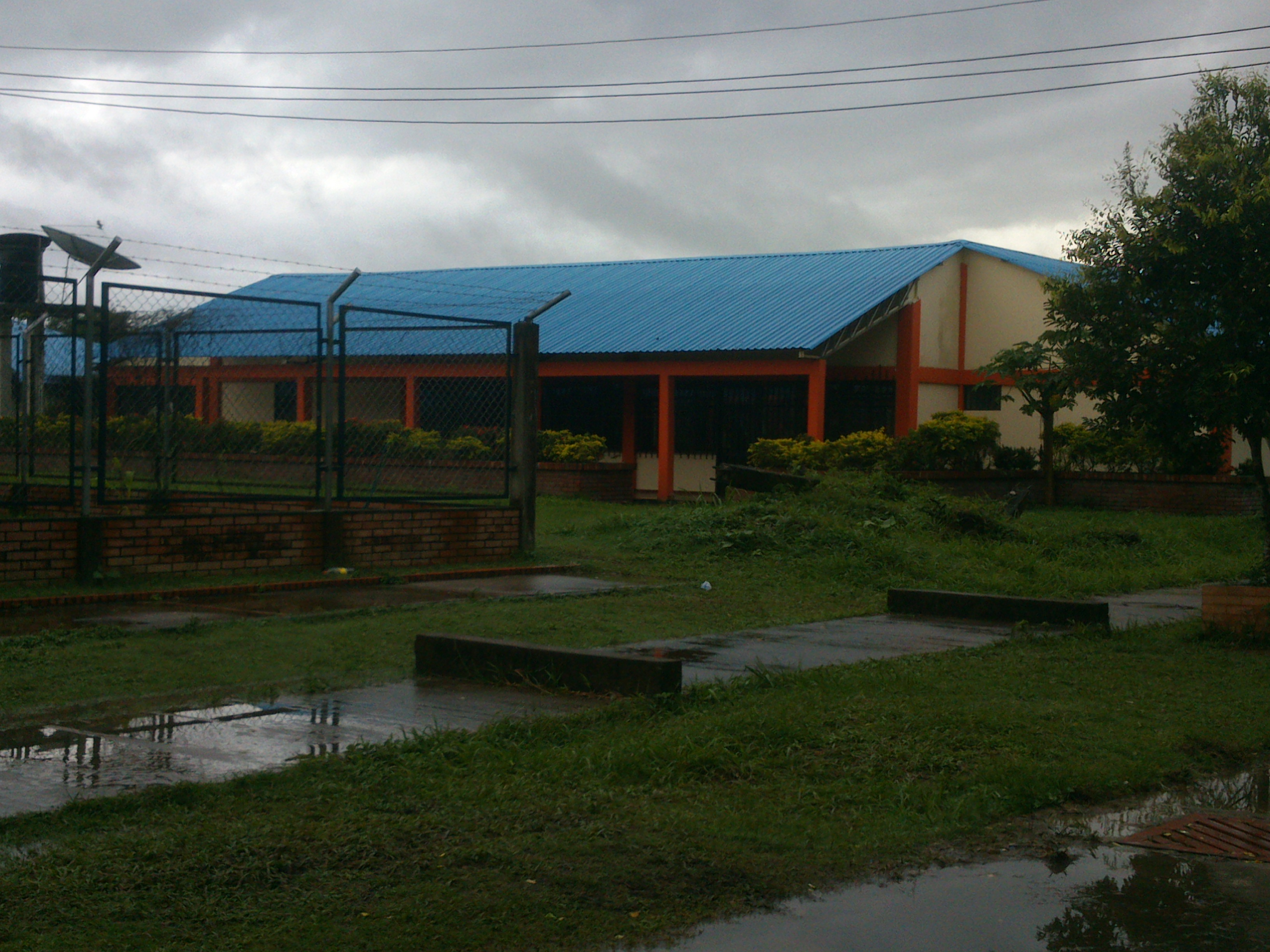
Casa Cultural.

Puerto Rondón es un municipio netamente ganadero, su actividad ocupa el 100% del total de la economía y proporciona el 90% de los empleos. La ganadería se desarrolla en las sabanas naturales, ya que esta actividad constituye la única forma de aprovechamiento de dotación ambiental en condiciones de tecnología agropecuaria ausente o mínima.
Dentro de las técnicas ganaderas, cabe mencionar las quemas anuales de las sabanas en épocas de estiaje, con el objeto de promover los rebrotes de pastos jóvenes.Los impactos de estas bajo, debido fundamentalmente a los siguientes motivos: Dichas quemas, al efectuarse en pastos sumamente secos y en una estación climática de altas velocidades de viento ocasiona que el avance de las llamas sea muy veloz, por lo que la exposición de árboles al fuego es mínima. La frecuencia de estas quemas han regulado la diversidad y abundancia de especies faunísticas. El conocimiento de los suelos del municipio de Puerto Rondón y el análisis de factores climáticos y geomorfológicos permiten llevar a una evaluación de la capacidad de la utilización de la tierra que, al tiempo que produzca bienestar y prosperidad para el hombre, asegure la preservación de la calidad del recurso para que este pueda ser usufructuado por los habitantes del sector. Anteriormente se creía que la ganadería extensiva era la única posibilidad de desarrollo. Pero poco a poco se han encontrado nuevos pastos como el braquiara y cultivos como el arroz, el maíz, el cacao, el sorgo que fue producto de años de investigación científica y experiencias de inversionistas privados en diferentes partes de la llanura Orinoquense, particularmente en los departamentos del Meta y Casanare. Actualmente, desde la perspectiva ambiental, el panorama agropecuario de este municipio es promisorio y lo será más cuando los avances de la ciencia y tecnología se encuentren al alcance y sean considerados dentro de las posibilidades de asimilación de mercado optimizando la dotación ambiental.El mayor porcentaje de las tierras corresponde a praderas o sabanas nativas y un menor porcentaje en pastos mejorados dedicados a la ganadería, con un total del 90.9% del área.La extensión de cultivos agrícolas es equivalente al 0.29% del área disponible, la superficie restante corresponde a la zona de bosques, reservas y esteros (8.8%).Sistemas De Producción Pecuaria:El municipio cuenta con 309.083 ha dedicadas a la ganadería, indicando una mayor vocación pecuaria, siendo el ganado bovino la especie de mayor importancia económica, con una población aproximada de 55.000 cabezas, seguida por el ganado porcino, equinos y aves de corral.Como característica general a todas las fincas se les da un manejo tradicional a sus hatos y del tipo extensivo.

## Vías de comunicación
Aéreas:  El Municipio cuenta con un aeropuerto que está en regular estado de conservación, con arribo de aeronaves bimotores, monomotores, con servicios diariamente de Puerto Rondón a Arauca y esporádicamente a Yopal, Villavicencio y Tame. La aerolínea SATENA presta el servicio. 
Terrestres: Vías intermunicipales a Arauca: Puerto Rondón, Tame, Fortúl, Saravena, Arauquita, Arauca.A Bogotá:Puerto Rondón, Tame, Sácama, Socha, Sogamoso, Duitama, Paipa, Tunja, Bogotá.Puerto Rondón, Tame, Hato corozal, Paz de Ariporo, Pore, Yopal, Aguazul, Sogamoso, Duitama, Paipa, Tunja, Bogotá.Puerto Rondón, Tame, Hato Corozal, Paz de Ariporo, Pore, Yopal, Agua Azul, Monterrey, Villa Nueva, Barranca de Upía, Paratebueno, Cumaral, Restrepo, Villavicencio, Bogotá.Fluviales:En periodo de invierno existen:Puerto Rondón - Cravo Norte - Puerto Rondón.

## Estructura organizacional municipal
| Puerto Rondón | Puerto Rondón | Puerto Rondón              |
| Departamento  | Código DANE   | Categoría municipal (2022) |
| ------------- | ------------- | -------------------------- |
| Arauca        | 81591         | Sexta                      |

- Personería: Es un centro del Ministerio Público de Colombia que ejerce, vigila y hace control sobre la gestión de las alcaldías y entes descentralizados; velan por la promoción y protección de los derechos humanos; vigilan el debido proceso, la conservación del medio ambiente, el patrimonio público y la prestación eficiente de los servicios públicos, garantizando a la ciudadanía la defensa de sus derechos e intereses.

El actual Personero municipal es Oscar Vanegas Ávila (2024-2027).
- Concejo Municipal: Es la suprema autoridad política del municipio. En materia administrativa sus atribuciones son de carácter normativo. También le corresponde vigilar y hacer control político a la administración municipal. Se regulan por los reglamentos internos de la corporación en el marco de la Constitución Política Colombiana (artículo 313) y las leyes, en especial la Ley 136 de 1994 y la Ley 1551 de 2012.

Constituido por 7 concejales por un periodo de 4 años.
- Alcaldía Municipal: En esta se encuentra la administración municipal y las entidades descentralizadas del municipio.

El Alcalde se pronuncia mediante decretos y se desempeña como representante legal, judicial y extrajudicial del municipio. El actual Alcalde municipal es Henry Gallardo López (2024-2027), elegido por voto popular.
- JAL.